# Chất điện ly mạnh
Chất điện ly mạnh là một dung dịch tan hoàn toàn hoặc gần như hoàn toàn trong dung dịch, các phân tử hòa tan đều bị ion hóa hoặc phân ly. Các ion này dẫn điện tốt trong dung dịch.
Theo công thức, một mũi tên phản ứng duy nhất cho thấy phản ứng xảy ra hoàn toàn theo một hướng, trái ngược với sự phân ly của chất điện ly yếu, vừa ion hóa vừa liên kết lại với số lượng đáng kể.
{\displaystyle {\text{Chất điện li}}_{\rm {(aq)}}\longrightarrow {\text{Cation}}_{\rm {(aq)}}^{+}+{\text{Anion}}_{\rm {(aq)}}^{-}}

## Một số ví dụ

### Acid mạnh
- Acid hydroiodic HI
- Acid hydrobromic HBr
- Acid hydrochloric HCl
- Acid sulfuric H2SO4
- Acid nitric HNO3
- Acid chloric HClO3
- Acid bromic HBrO3
- Acid perchloric HClO4
- Acid perbromic HBrO4
- Acid periodic HIO4
- Acid fluoroantimonic H2SbF6
- Acid magic FSO3HSbF5
- Acid carboran H(CHB11Cl11)
- Acid fluorosulfuric FSO3H
- Acid triflic CF3SO3H

### Base mạnh
- Lithi hydroxide LiOH
- Natri hydroxide NaOH
- Kali hydroxide KOH
- Rubidi hydroxide RbOH
- Caesi hydroxide CsOH
- Calci hydroxide Ca(OH)2
- Stronti hydroxide Sr(OH)2
- Bari hydroxide Ba(OH)2
- Lithi diisopropylamide (LDA) C6H14LiN
- Lithi diethylamide (LDEA)
- Natri amide NaNH2
- Natri hydride NaH
- Lithi bis(trimethylsilyl)amide ((CH3)3Si)2NLi

### Muối
- Natri chloride NaCl
- Kali chloride KCl
- Kali nitrat KNO3
- Magnesi chloride MgCl2
- Natri acetat CH3COONa
- Kali permanganat KMnO4
- Chì(II) acetat Pb(CH3COO)2